# Andries de la Coste

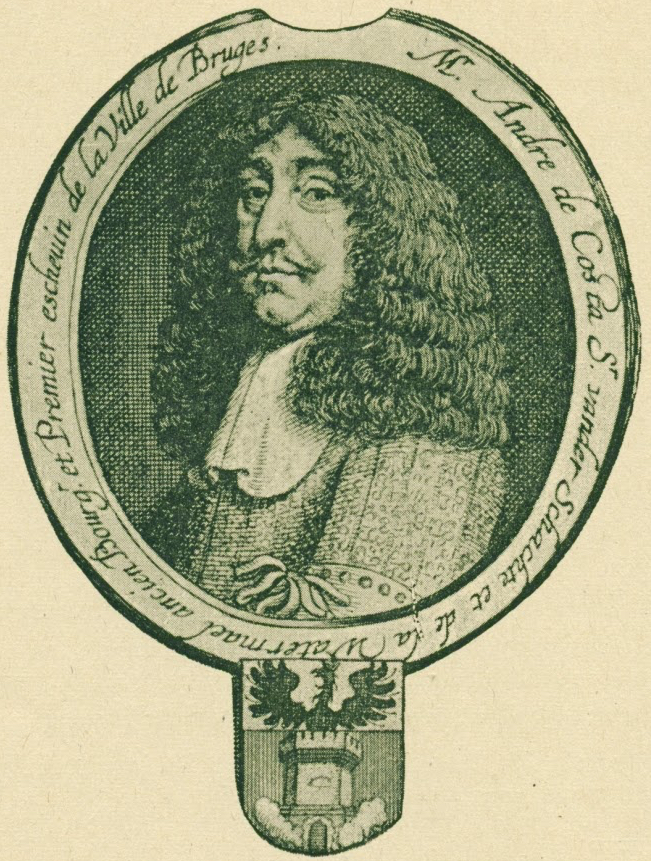

Andries de la Coste (Brugge, 13 maart 1612 - 28 november 1680) was burgemeester van de schepenen van Brugge.

## Levensloop
De familie della Costa was afkomstig uit Genua. In de vijftiende eeuw kwam een Andreas de la Coste zich in Brugge vestigen en werd hij poorter van de stad. Hij trouwde in 1492 met Agnes Adornes.
Andries de la Coste was een zoon van André de la Coste (1575-1613), schepen van Brugge en commandant van de Burgerwacht en van Lievina de Valencia († 1620). Hij werd heer van Ter Straeten, Watermael, Ter Lucht, Wayenberghe, Beerst en Adinkerke. Hij werd voogd van het Sint-Juliaangesticht  en van de Bogardenschool. Hij werd ook 'redenaar' (of schepen) van het Proosse. In 1645 werd hij lid zowel van de Sint-Jorisgilde als van de Sint-Sebastiaansgilde.
In 1630 trouwde hij met Louise Boddens († 1691) en ze kregen tien kinderen:
- Anne;
- André (1633-1690), die officier werd en nadien raadslid, schepen en in 1683 burgemeester van de raadsleden van Brugge;
- Louise-Eleonore;
- Louise-Thérèse;
- Agnès;
- Isabelle;
- Jan (1645-1722);
- Liévine;
- Louise;
- Angelina.

Op 28 november 1680 overleden, werd Andries de La Coste samen met zijn vrouw bijgezet in de Brugse Jeruzalemkerk.

## Stadsbestuur
De la Coste doorliep een uitgebreide loopbaan als bestuurder van de stad Brugge, viermaal in de hoogste functie van burgemeester van de schepenen. Hij was in:
- 1648-1649: burgemeester van de raadsleden,
- 1649-1650: burgemeester van de schepenen,
- 1652-1653: eerste schepen,
- 1653-1654: schepen,
- 1655-1657: burgemeester van de schepenen,
- 1657-1658: eerste schepen,
- 1660-1662: schepen,
- 1662-1665: burgemeester van de schepenen,
- 1665-1667: eerste schepen,
- 1672-1674: burgemeester van de schepenen,
- 1679-1680: eerste schepen.
- Nadat hij in september 1680 opnieuw tot eerste schepen was verkozen voor het werkjaar 1680-1681, overleed hij op 28 november 1680 en werd opgevolgd door Pieter van den Bogaerde.

## Onze-Lieve-Vrouw van 't Boompje
Op het familiedomein van de familie de la Coste, de heerlijkheid Ter Lucht in Sint-Andries werd sinds de zestiende eeuw een Mariabeeld vereerd als 'Onze-Lieve-Vrouw van de Linde' of van 'het Boompje'. De la Coste zette zich in om de plek van verering als een bedevaartsoord te bevestigen.
In 1655 bekwam hij bij pauselijke breve het voorrecht om, mits toestemming van den bisschop, een huiskapel op te richten in het door hem nieuwgebouwde Kasteel Ter Lucht. In 1663, nadat men het jaar daarvoor een mirakel had menen vast te stellen door aanroeping van Onze Lieve Vrouw, richtte hij een tweede verzoek naar Rome, om een kapel op te richten binnen zijn domein, als publiek toegankelijke bidplaats. 
Op 18 januari 1663 stond de paus toe dat een kapel zou worden gebouwd, met toegang langs de openbare weg. In de kapel mocht men de mis opdragen, dit "onder voorbehoud van instemming van de bisschop en mits de parochiale rechten niet geschonden werden". Op 11 april 1663 betuigden de bisschop en de plaatselijke pastoor hun instemming. Tegen 1665 was de kapel gebouwd. De Brugse kapucijnen verzorgden er de erediensten. In de volgende eeuw en tot op het einde van het ancien régime bleven het landgoed Ter Lucht en het bedevaartsoord in de handen van de adellijke familie De La Coste.

## Bron
- Stadsarchief Brugge, Lijst van de Wetsvernieuwingen.